# Vergné
Vergné é uma comuna francesa na região administrativa da Nova Aquitânia, no departamento de Charente-Maritime. Estende-se por uma área de 8 km². Em 2010 a comuna tinha 150 habitantes (densidade: 18,8 hab./km²).